# ألبوم العائلة (مسلسل 1993)
ألبوم العائلة (بالإنجليزية: Family Album)‏ هو مسلسل 	كوميديا الموقف أمريكي ٱنشئ بواسطة ديفيد كرين ومارتا كوفمان، عُرِض على شبكة سي بي إس من 24 سبتمبر حتى 12 نوفمبر 1993.

## الحبكة
ينتقل جوناثان ودينيس ليرنر وأطفالهما الثلاثة من كاليفورنيا إلى فيلادلفيا ليسكنوا قرب أقاربهم.

## الممثلون والأدوار
- بيتر سكولاري في دور الدكتور جوناثان ليرنر
- باميلا ريد في دور دينيس ليرنر
- أشلي ليفتش في دور نيكي ليرنر
- دوريس بيلاك في دور ليليان ليرنر
- كريستوفر ميراندا في دور جيفري ليرنر
- فيليب فان دايك في دور ماكس ليرنر
- ألان نورث في دور الدكتور سيد ليرنر
- رودا جيميناني في دور روبي ديماتيس
- نانسي كاسارو في دور شيلا ديماتيس
- جيوفاني ريبيسي في دور إلفيس ديماتيس